# Igreja de Nossa Senhora do Pilar (Santiago de Compostela)
O Igreja ou Capela de Nossa Senhora do Pilar (em galego: Igrexa do Pilar; em castelhano: Iglesia de Nuestra Señora del Pilar é um templo católico
construída em 1717 em estilo barroco em Santiago de Compostela, Galiza, Espanha. Situa-se no Parque da Alameda, o parque mais emblemático da cidade, junto ao Passeio da Ferradura e perto da Igreja de Santa Susana.
A planta é em cruz latina, com cruzeiro e presbitério. Tem uma só nave, com paredes em silhar de granito e um telhado de duas águas feito em telhas. A fachada é austera, sem decoração, à exceção de um nicho em forma de concha de vieira sobre o portal, que acolhe uma imagem em granito de Nossa Senhora do Pilar. Em ambos os lados da fachada erguem-se duas torres. No interior também predomina a sobriedade arquitetónica, que no passado foi quebrada por um retábulo barroco, executado em 1720 pelo artista galego Miguel de Romai, que atualmente se encontra no Convento de São Domingos de Bonaval. No seu lugar está um Cristo policromado, uma obra do escultor compostelano Castor Lata (n. 1928).
A célebre poetisa galega Rosalía de Castro menciona a igreja num dos seus poemas:
| “ | Majestade dos templos minha alma feminina sente-te, como sente as maternas doçuras, as inquietudes vagas, as ternuras secretas e o temor ao oculto atrás da imensa altura Majestad de los templos / mi alma femenina /te siente, como siente las maternas dulzuras, / las inquietudes vagas, las ternuras secretas / y el temor a lo oculto tras de la inmensa altura | ” |